# Mercedes-Benz SLR McLaren
Mercedes-Benz SLR McLaren (C199/R199/Z199) — суперкар, выпускавшийся совместно немецкой компанией Mercedes-Benz и британским производителем McLaren Automotive с 2003 по 2009 год. Сборка автомобиля производилась в Портсмуте и технологическом центре McLaren в Уокинге, графство Суррей, Англия. На момент разработки суперкара немецкому производителю Mercedes-Benz принадлежало 40% акций McLaren Group. Название «SLR» представляет собой аббревиатуру и обозначает «Sport Leicht Rennsport» (в переводе с немецкого: «спортивный лёгкий гоночный»), что является данью уважения легендарному автомобилю Mercedes-Benz 300 SLR, который и послужил вдохновением при создании данной модели. С завода суперкар производился только в двух цветах — серебристый и чёрный. Предлагался вариант кузова купе, спидстер и родстер.

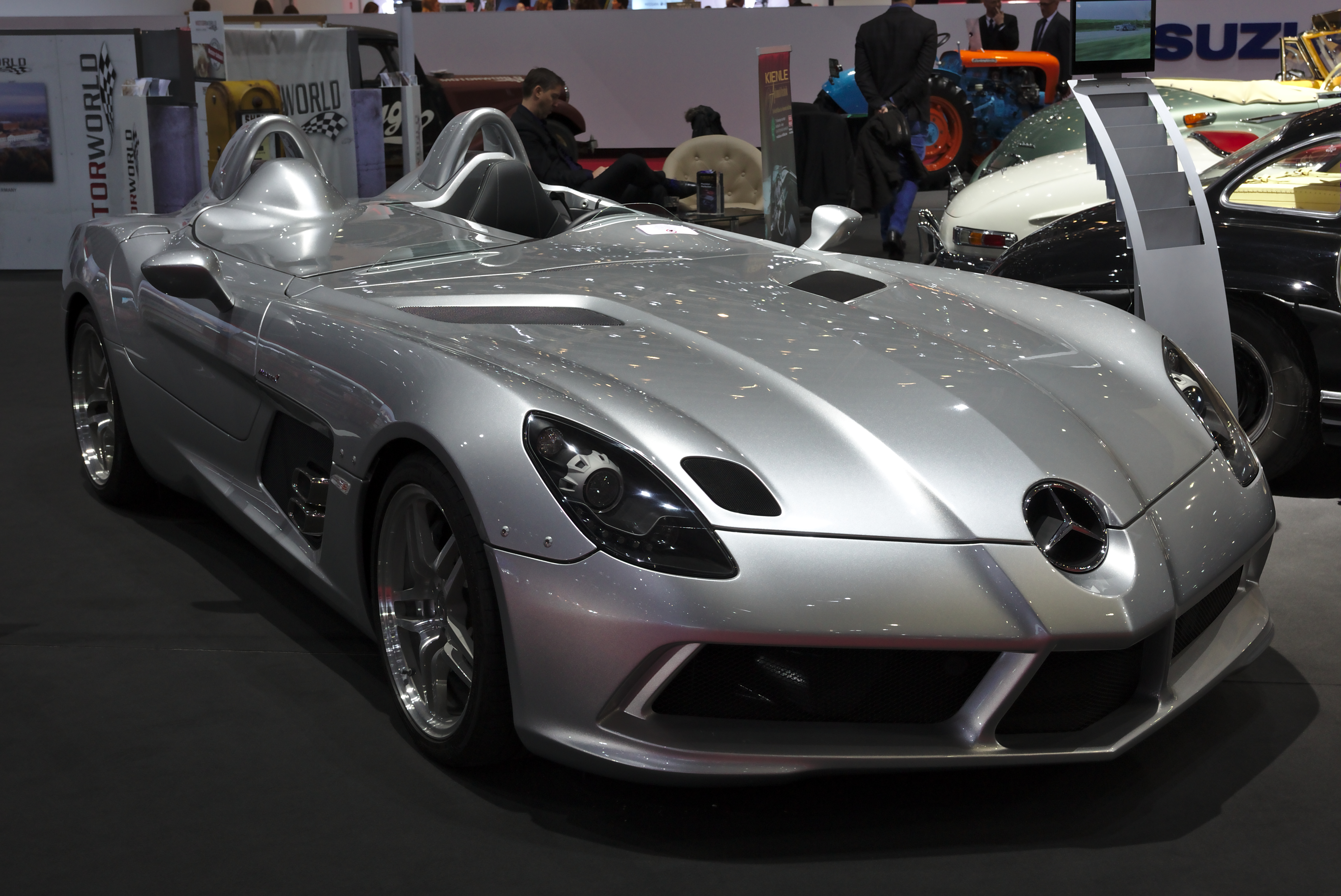
SLR Stirling Moss speedster

## История
Mercedes-Benz SLR McLaren
На Североамериканском международном автосалоне в январе 1999 года компания Mercedes-Benz представила концепт-кар Vision SLR, вдохновленный автомобилем Mercedes-Benz 300 SLR 1955, который основывался на модели W196 F1 (для которой позднее была создана дорожная версия 300SL Gullwing). Автомобиль был представлен как «Серебряная стрела завтрашнего дня» с чёткой отсылкой на серию гоночных автомобилей под названием «Серебряные стрелы» из золотого века марки Mercedes-Benz в соревнованиях 1950-х годов. В том же году во Франкфурте была представлена версия в кузове родстер. Концепт-кар оснастили 5,4-литровым двигателем V8 AMG с наддувом (механическим компрессором), развивающим максимальную мощность в 557 л. с. и 720 Н·м при 4000 об/мин, работающим в паре с 5-ступенчатой автоматической коробкой передач с тремя режимами работы и функцией Touchshift.
Желая довести концепт до производства, компания Mercedes-Benz присоединилась к своему партнеру по Формуле-1, McLaren, создав таким образом Mercedes-Benz SLR McLaren. Окончательная серийная модель была представлена 17 ноября 2003 года с некоторыми незначительными конструктивными изменениями в отношении первоначального дизайна, такими как более сложные вентиляционные отверстия с обеих сторон, редизайн передней части, красные тонированные задние фонари и другие модификации.
Хотя этот автомобиль часто классифицируется как суперкар, по сравнению с такими признанными представителями класса, как Porsche Carrera GT, Lamborghini Murciélago и Ferrari Enzo присутствие автоматической коробки передач и некоторые особенности модели делают его скорее представителем класса супер-GT, более близкие конкуренты которого — Aston Martin Vanquish и Ferrari 599 GTB. Одной из целей разработчиков являлось соединить в SLR суперкар и класс GT.
В начале 2007 года была показана ещё более скоростная модификация SLR McLaren 722 Edition с 650-сильным мотором. Летом появился ещё один SLR McLaren Roadster с открытым кузовом и складным мягким верхом, оснащённый 626-сильным мотором.
4 апреля 2008 года компания Mercedes-Benz объявила о прекращении выпуска SLR. В конце 2008 года состоялся аукцион по продаже последнего родстера и в начале 2009 года конвейер был остановлен. Выпуск родстеров завершился в начале 2010 года. В качестве замены был представлен новый суперкар SLS разработанный дочерней тюнинговой фирмой Mercedes-Benz — AMG. Заменой у компании McLaren стал McLaren MP4-12C.

## Описание

### Кузов, двигатель
Кузов выполнен полностью из карбона, единственная часть кузова, выполненная из алюминия, — это моторная рама. Двери подвешены на шарнире и открываются вперед-вверх. Конструкция дверей перенята от гоночных моделей Mercedes-Benz CLK GTR и McLaren F1. Задний спойлер имеет электронную регулировку.
Двигатель в конфигурации V8 с механическим нагнетателем и рабочим объёмом 5,4 л. развивает максимальную мощность в 626 л. с. и крутящий момент, равный 780 Н·м.

### Динамические характеристики
Автомобиль Mercedes-Benz SLR McLaren обладает следующими динамическими характеристиками:
- Разгон 0—100 км/ч — 3,8 сек
- Разгон 0—200 км/ч — 10,6 сек
- Разгон 0—300 км/ч — 28,8 сек
- 400 метров — 11,5 сек со скоростью 210 км/ч
- 1000 метров — 20,5 сек со скоростью 269 км/ч
- Тормозной путь с 250 км/ч — 221 м
- Максимальная скорость — 334 км/ч

Тем не менее, независимые тесты различных автомобильных СМИ показывали и иные результаты. Так, например, тест журнала «Flying Magazine» за июль 2005 года показал следующие данные:
- Разгон 0—60 миль/ч — 3,5 сек
- Разгон 0—100 миль/ч — 7,5 сек
- 400 метров — 11,5 сек со скоростью 202,9 км/ч

### Колёса и шины
На автомобиль устанавливались легкосплавные колёсные диски размером 9.0 x 19 спереди и 11.5 x 19 сзади, которые оснащены высокоэффективными шинами размером 255/35 R19 спереди и 295/30 R19 сзади.

## Модификации

### 722 Edition

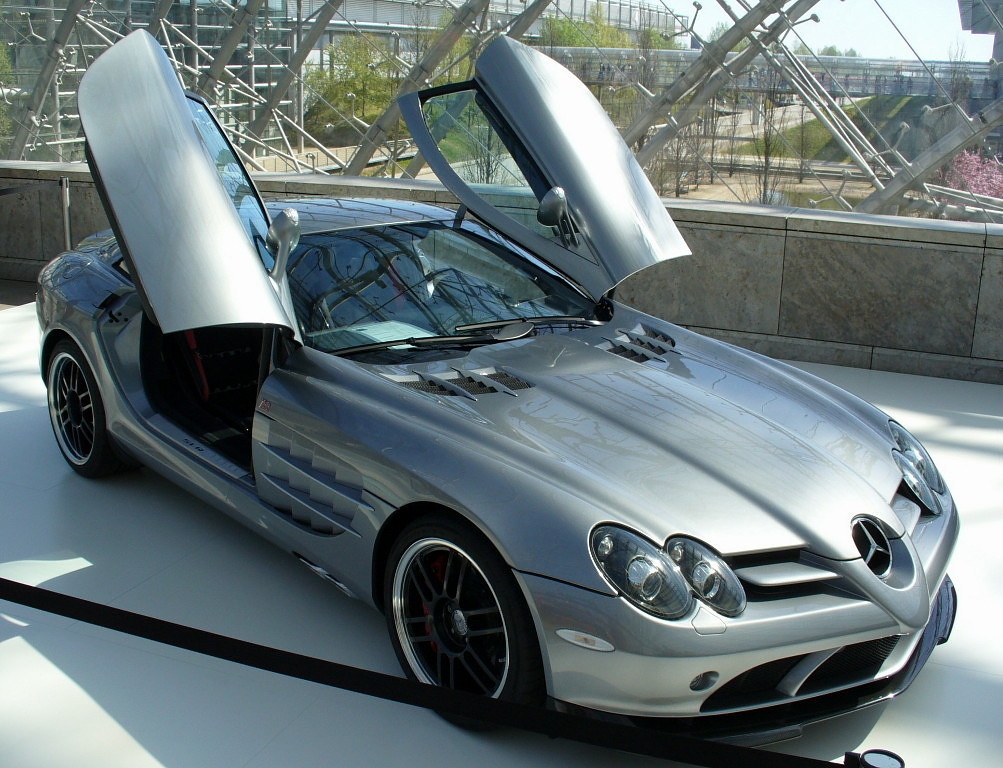
Mercedes-Benz SLR 722 Edition

В 2006 году компанией Mercedes-Benz была представлена новая версия модели, названная Mercedes-Benz SLR McLaren «722 Edition». Число 722 имеет отношение к победе Стирлинга Мосса и его второго пилота Дениса Дженкинсона на автомобиле Mercedes-Benz 300 SLR со стартовым номером 722 (показывающим время старта 7:22 утра) на гонке Милле Милья в 1955 году.
В модификации «722 Edition» мощность увеличена до 650 л. с., а крутящий момент до 820 Н·м при 4000 об/мин. Максимальную скорость составляла 337 км/ч. Модель оснащали 19-дюймовыми легкосплавными дисками, модифицированной подвеской с использованием жёсткой настройки амортизаторов и 10 сантиметровым дорожным просветом для лучшей управляемости. На автомобиль были установлены передние тормозные диски с большим диаметром (390 мм), а также модифицированные передний обтекатель воздуха и задний диффузор.
Благодаря модернизации некоторых элементов конструкции и обновлению силового агрегата улучшились и ездовые характеристики модели: разгон от 0 до 100 км/ч стал занимать 3,6 секунды (на 0,2 секунды меньше, чем базовая модель), 0—200 км/ч — 10,2, а 0—300 км/ч — 27,6 секунд. Изменения экстерьера включают в себя 19-дюймовые диски чёрного цвета со светлым ободом и шильдики с числом «722».

### 722 GT

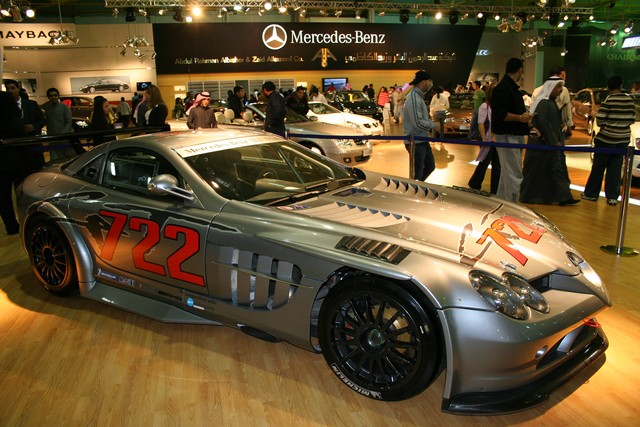
Mercedes-Benz SLR 722 GT

В 2007 году была представлена модификация 722 GT, которая является улучшенной версией 722 Edition и предназначена для участия в соревнованиях. Автомобили данной серии собирались фирмой Ray Mallock Ltd. с разрешения компании Mercedes-Benz. Модель оснастили новым широким обвесом для соответствия 19-дюймовым дискам OZ racing, гоночное антикрыло и диффузор.
Масса автомобиля уменьшилась на 398 кг (до 1300 кг). Мощность двигателя составила 680 л. с., а крутящий момент — 830 Н·м при давлении наддува 1,75 атмосферы. Всего планируется выпустить 21 экземпляр, которые будут использоваться только для гонок. Стоимость каждого составляет €750 000.

### Родстер

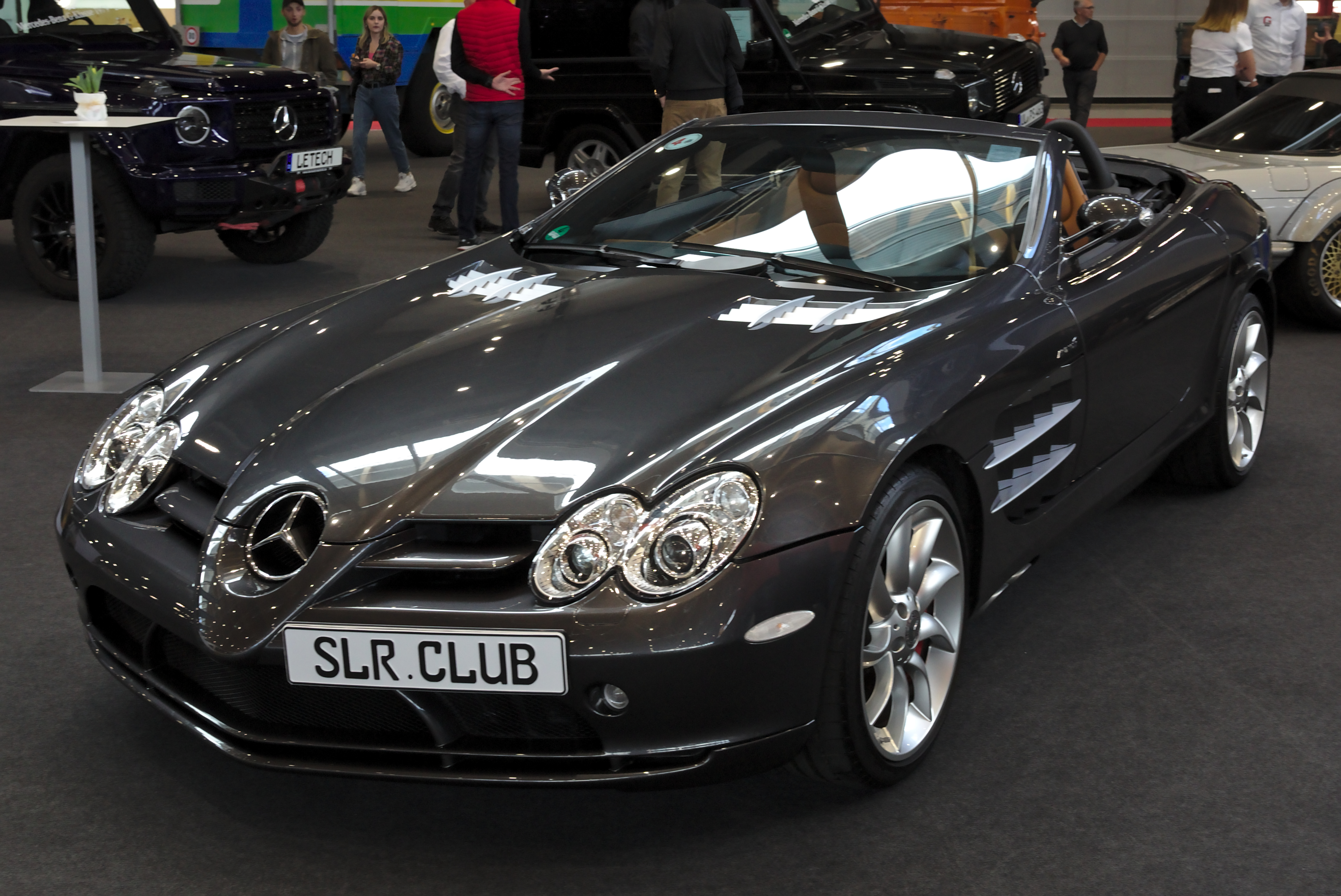
Mercedes-Benz SLR McLaren Roadster

Открытая версия SLR (код кузова R199) появилась в продаже в сентябре 2007 года по цене 493 000 евро. В родстере устанавливался такой же двигатель, как и в купе. Родстер потяжелел на 60 кг относительно купе, что уменьшило максимальную скорость до 332 км/ч. Автомобиль обладает мягким складным верхом с электроприводом. После открытия защёлки крыши она автоматически складывается за 10 секунд. По официальной документации конструкция кабины позволяет общаться водителю с пассажиром на скоростях до 200 км/ч при сложенном мягком верхе.
Последний родстер был выпущен в начале 2010 года, после чего конвейер был остановлен.

### Roadster 722 S

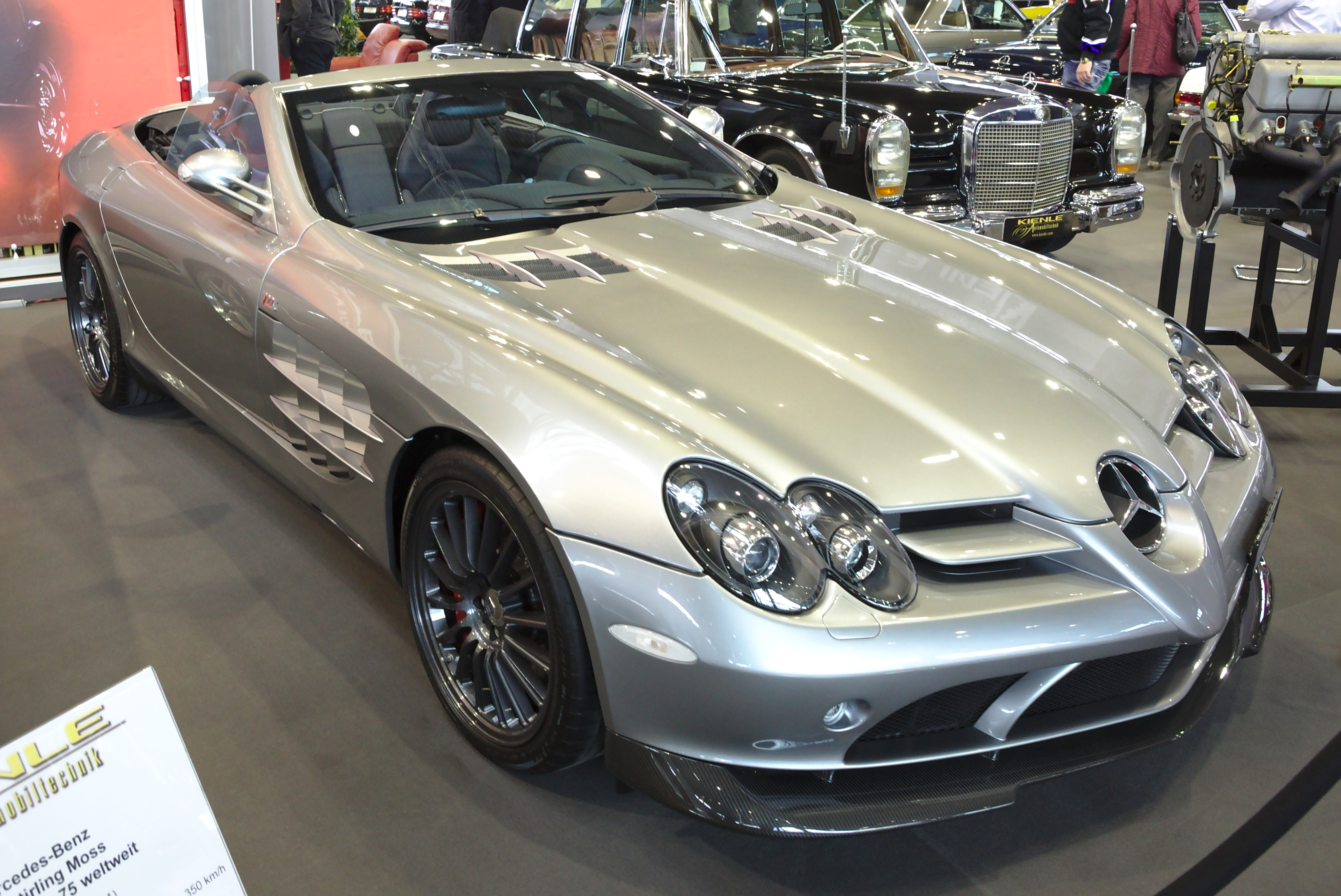
Mercedes-Benz SLR Roadster 722 S

722 S был представлен на парижском автосалоне 2008 года. Инженеры компании форсировали мощность 5,4-литрового двигателя до 650 л. с., а крутящий момент увеличился до 820 Н·м, что позволило автомобилю разгоняться до 100 км/ч за 3,7 секунды и 200 км/ч через 10,6 секунд. Максимальная же скорость составляла 335 км/ч. Также автомобиль получил заниженную на 10 мм подвеску, дополнительные карбоновые аэродинамические элементы кузова, мощные тормоза и легкосплавные 19-дюймовые диски.
Mercedes-Benz SLR McLaren 722 S был выпущен ограниченной серией в 150 единиц.

### SLR McLaren Stirling Moss

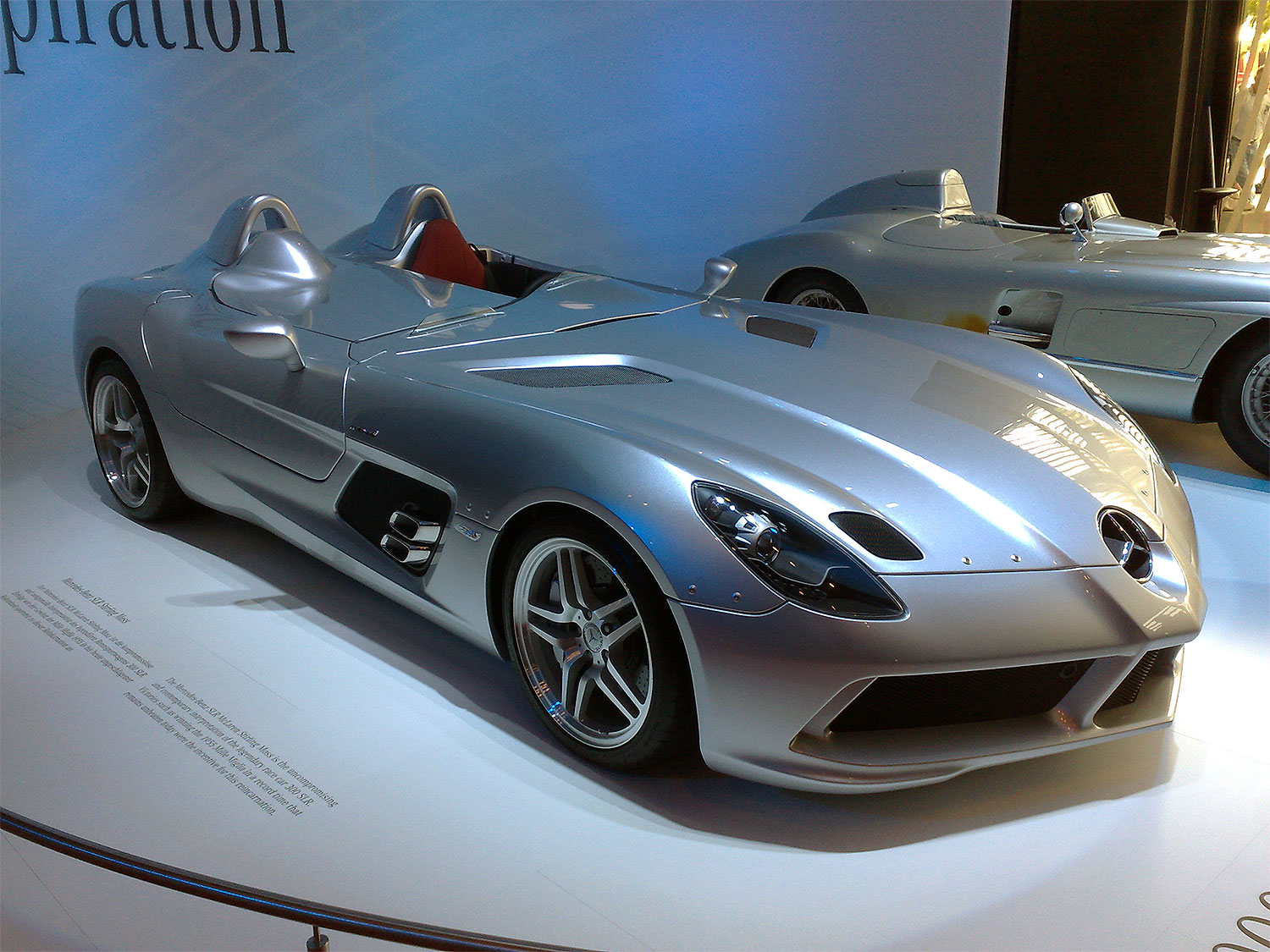
Mercedes-Benz SLR McLaren Stirling Moss

В январе 2009 года на детройтском автосалоне был представлен эксклюзивный спидстер, созданный в честь Стирлинга Мосса. Спидстер (код кузова Z199) приводится в движение 650-сильным 5,4-литровым мотором V8. Максимальная скорость составляет 350 км/ч, разгон с 0 до 100 км/ч занимает 3,5 секунд.
Производство спидстера велось с июня по декабрь 2009 года. Автомобиль был выпущен тиражом в 75 экземпляров по цене €1 200 000.

### SLR McLaren Edition
На тюнинг-шоу в Эссене в 2010 году был выставлен эксклюзивный Mercedes-Benz SLR McLaren Edition. На машину был установлен новый углепластиковый обвес, двойной диффузор и доработанная для создания большей прижимной силы крышка багажника. Также установлена регулируемая подвеска и перенастроено рулевое управление.

## Тюнинг

### Mansory
Доработанная модель от тюнинг-ателье Mansory была представлена публике на Женевском автосалоне в 2008 году. Renovatio — продукт инженерной философии «Эволюция вместо революции». Результат — большое число аэродинамических улучшений, таких как новый обвес из карбона, нацеленного подчеркнуть спортивную линию автомобиля. Двигатель автомобиля также подвергся модификации: на него была установлена более производительная турбина, улучшена выхлопная система, оптимизирована программа управления силовым агрегатом, установлены новый воздушный кулер и фильтр. Мощность и крутящий момент двигателя увеличились до 700 л. с. и 880 Н·м соответственно, что улучшило разгон от 0 до 100 км/ч на 3,3 с, а максимальную скорость до 340 км/ч.

### Edo Competition
Немецкое тюнинг-ателье Edo Competition представило своё видение тюнинга для SLR, получившее название «722 Black Arrow». Но несмотря на цифры «722» в названии и нанесённой окраске автомобиль не имеет ничего общего ни с SLR «722 Edition», ни с Mercedes-Benz 300 SLR, на котором такие же были нанесены во время гонки Милле Милья. Эти цифры отражают мощность двигателя, которая составляет 722 л. с. (при 7100 об/мин). Этого удалось достичь перепрограммированием ПО блока управления двигателем и изменением впускной и выпускной систем. Кроме того, крутящий момент был увеличен до 890 Н·м. С 0 до 100 км/ч доработанная версия разгоняется за 3,4 с и имеет максимальную скорость 345 км/ч.

### Wheelsandmore
Немецкие специалисты из тюнинг-ателье Wheelsandmore представили мировой общественности свою доработанную версию Mercedes-Benz SLR McLaren. Название немецкого автомобиля получило окончание «707 Edition». Цифры означают мощность силового агрегата, которую увеличили с 626 до 707 л. с. благодаря переналадке блока управления, новой турбине высокого давления и спортивной системе выхлопа. В итоге 1750-килограммовому автомобилю достаточно всего 3,5 с, чтобы разогнаться до 100 км/ч, а его максимальная скорость на спидометре превышает отметку в 340 км/ч.